# Чудо на Висле (фильм)
«Чудо на Висле» (пол. Cud nad Wisłą) — польский исторический немой художественный фильм, снятый в 1921 году режиссёром Ричардом Болеславским.
Фильм сохранился не полностью, из более чем 2-х часового фильма — только 53,31 минуты.

## Сюжет
Пропагандистский фильм, снятый по заказу Отдела пропаганды Военного министерства Польши, направленный против большевистской России. В центре фильма судьбы поляков на фоне одного из ключевых сражений Советско-польской войны 1919—1921 годов — битвы за Варшаву, получившего в польской национальной историографии название «Чуда на Висле».

## В ролях
- Ядвига Смосарская — Криста Веруновна, дочь зажиточного хозяина
- Эдмунд Гасинский — Мацей Верун
- Владислав Грабовский — доктор Ян Повада
- Сте́фан Я́рач — Ян Рудый, большевистский агитатор
- Казимеж Юно́ша-Стемповский — большевистский агент
- Анна Белина — Ева
- Леонард Бонча-Степинский — Петр, отец Евы